# Giorgi Giorgadze

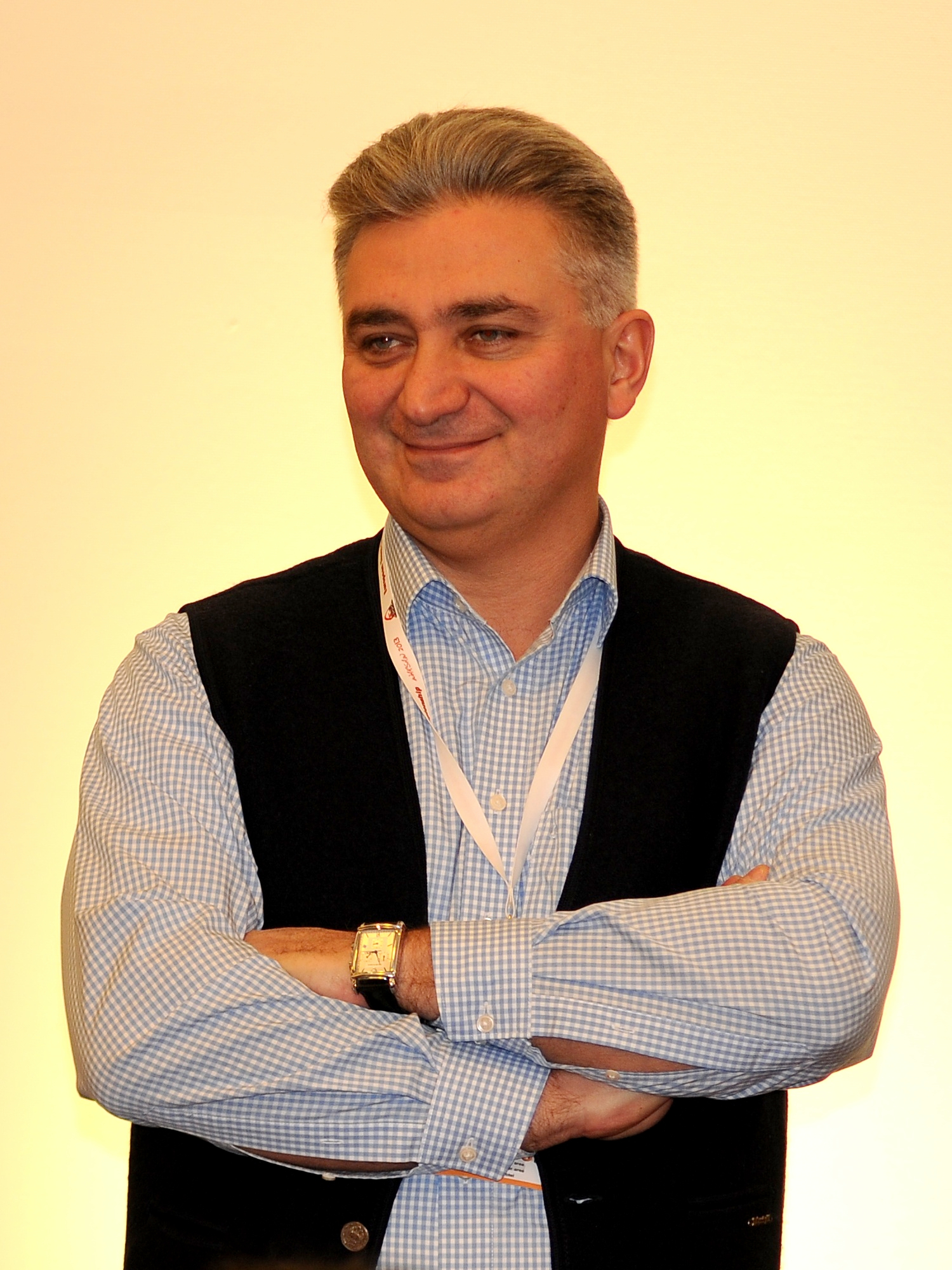
Giorgi Giorgadze in 2013

Giorgi Giorgadze (Georgisch: გიორგი გიორგაძე) (Tbilisi, 10 oktober 1964) is een Georgische schaker. Hij is sinds 1993 een grootmeester (GM) en sinds 2015 een Internationaal Arbiter. In 1982 en 1988 was hij kampioen van Georgië.

## Overige individuele resultaten
In 1989 kwalificeerde Giorgi Giorgadze zich voor het eindtoernooi van het kampioenschap van Rusland. gehouden in Odessa. Hij eindigde als twaalfde.
In 1997, in Groningen, speelde hij in het Wereldkampioenschap schaken 1997/1998 (FIDE), waarbij hij in de eerste ronde won van Étienne Bacrot en in de tweede ronde werd uitgeschakeld door Michael Adams.
In 2007 won hij de bronzen medaille in het kampioenschap van Georgië, gehouden in Tbilisi.
Bij de volgende internationale schaaktoernooien eindigde hij, gedeeld of ongedeeld, op de eerste plaats:
- Nałęczów (1989)
- San Sebastian (1991)
- Mondariz – (drie maal: 1994, 1999 en 2001)
- Ankara (1995, FIDE zonetoernooi)
- A Coruña – (twee maal: 1995 en 1996)
- Bad Wörishofen (1998)[4]
- Benasque (2002)

## Schaakteams
Giorgi Giorgadze speelde voor Georgië in de volgende Schaakolympiades:
- 1992, bord 4, 30e Schaakolympiade in Manilla (+6 =4 –3)
- 1994, bord 4, 31e Schaakolympiade in Moskou (+5 =5 –2)
- 1996, bord 2, 32e Schaakolympiade in Jerevan (+6 =5 –1), waar hij ook een individuele bronzen medaille won
- 1998, bord 2, 33e Schaakolympiade in Elista (+2 =5 –3)
- 2000, bord 2, 34e Schaakolympiade in Istanboel (+2 =7 –1)

Giorgi Giorgadze speelde voor Georgië in het WK schaken voor landenteams:
- In 2005, aan bord 3 in het 6e WK landenteams in Beër Sjeva (+0 =3 –0)

Giorgi Giorgadze speelde voor Georgië in het EK schaken voor landenteams:
- In 1992, aan bord 2, in het 10e EK landenteams in Debrecen (+1 =5 –2)
- In 1997, aan bord 2, in het 11e EK landenteams in Pula (+0 =8 –1)
- In 1999, aan het eerste bord, in het 12e EK landenteams in Batoemi (+1 =4 –3)

## Schaakolympiade 2018
Michail Giorgadze onthulde op 26 mei 2018 samen met directeur Zoerab Azmaiparasjvili en de minister van Cultuur en Sport een mascotte voor de 43e Schaakolympiade (2018) in Batoemi. Deze mascotte werd onthuld tijdens de viering van de honderdste onafhankelijkheidsdag van de Democratische Republiek Georgië.